# Innus du Lac Saint-Jean
Les Innus du Lac Saint-Jean ou Pekuakamiulnuatsh  sont membres de la Première Nation des Innus, également appelés Montagnais, du Québec au Canada. Celle-ci possède une réserve indienne, Mashteuiatsh, située au Saguenay–Lac-Saint-Jean, mais la majorité de sa population vit hors réserve. En 2017, elle a une population inscrite de 6 718 membres. Elle est affiliée au Conseil tribal Mamuitun.

## Démographie
Les membres de la Première Nation du Lac Saint-Jean sont des Innus, également appelés Montagnais. En janvier 2017, la bande a une population inscrite totale de 6 718 membres dont 4 623 vivent hors réserve. Selon le recensement de 2011 de Statistique Canada, l'âge médian de la population est de 35,6 ans.

## Géographie
Les Innus du Lac Saint-Jean possèdent une seule réserve indienne, mais la majorité de sa population vit hors réserve. Il s'agit de Mashteuiatsh située à 8 km à l'ouest de Roberval dans la région du Saguenay–Lac-Saint-Jean au Québec. Elle couvre une superficie de 1 522 hectares. Le centre de services situé le plus près est la ville de Roberval et la ville importante la plus proche est Québec.

## Langues
La langue des Innus est l'innu-aimun. Selon le recensement de 2011 de Statistique Canada, sur une population totale de 2 195 personnes, 16,6 % de la population connaissent une langue autochtone. Plus précisément, 13,4 % ont une langue autochtone encore parlée et comprise en tant que langue maternelle et 11,2 % parlent une langue autochtone à la maison. En ce qui a trait aux langues officielles, 13,7 % de la population connaissent les deux et 86,1 % connaissent seulement le français.

## Gouvernement
Les Montagnais du Lac-Saint-Jean sont gouvernés par un conseil de bande élu selon un système électoral selon la coutume basé sur la section 11 de la Loi sur les Indiens. Pour le mandat de 2013 à 2017, ce conseil est composé du chef Gilbert Dominique et de six conseillers. Ils sont affiliés au Conseil tribal Mamuitun.